# Хлебопекарная улица
Хлебопекарная улица (укр. Хлібопекарська вулиця) — улица в Новозаводском районе города Чернигова, исторически сложившаяся местность (район) Предградье. Пролегает от улицы Князя Чёрного до проспекта Победы.
Примыкают улицы Магистратская, Коцюбинского.

## История
Основой современной улицы стала граница Елецкого Успенского монастыря: от северо-западных ворот Третьяка (пересечение современных улиц Князя Чёрного, Ремесленной и Хлебопекарной) до выезда на Киев и сёла Белоус и Трисвятское была проложена неширокая (12-13 м) улочка. В конце 18 века площадь тока монастыря значительно была расширена, а на его месте спланирован сад и хозяйственный двор. В тот же период, согласно архитектурно-археологическим исследованиям и измерениям, вдоль улицы начато возведение хлебопекарен, одно из помещений сохранилось (дом № 4). 
Согласно регулярным планам города начала 19 века, улица была расширена до 20 м, а в 19 — начале 20 веках была застроена одно-двух-этажными деревянными и кирпичными домами с «жилыми погребами», украшенными узорчатыми резными карнизами, пилястрами, оконными наличниками. Немало резьбы утрачено вследствие ремонтов и перестроек, но некоторые дома, как примеры народного строительства, сохранились (например, №№ 3, 5, 7, 20 и прочие). Примером архитектуры модерна является дом Г. К. Остапенко, возведённый в 1906 году (№ 10) — памятник архитектуры местного значения. Симметричный, с двумя боковыми ризалитами, увенчанный декоративными фронтонами. Своеобразия придаёт сочетание кирпичного строительства с цементными декоративными деталями растительного характера. 
В 1927 году Хлебопекарная улица переименована в улицу Воровского — в честь русского революционера Вацлава Вацлавовича Воровского. Улица обозначена на «Плане города Чернигова 1908 года» в современных размерах под название Хлебопекинская.
Во время оккупации города (1941-1943 годы) фашисты превратили улицу в дорогу смерти, которой вывозили на расстерел в урочища Мамаев Яр, Подусовка, Рашевщина, Дубовый Ров, Берёзовый Ров, на старое кладбище по улице Старобелоусской десятки тысяч людей; таким образом улица приобрела значение мемориального памятника.
Изначально, в 2011 году городской комиссией по переименованию улиц, улицу рекомендовалось переименовать на улицу Ивана Мазепы.
24 декабря 2015 года улице было возвращено историческое название — название связано с расположенными в конце 18 века по улице хлебопекарнями, согласно Распоряжению городского главы В. А. Атрошенко Черниговского городского совета № 308-р «Про переименование улиц и переулков города» («Про перейменування вулиць міста»).
Согласно концепции развития озеленения города Чернигова на 2012-2025 годы, предполагается реконструкция зелёной зоны и благоустройства на перекрёстке Хлебопекарной и Магистратской улиц под «Сад полковника Остапенко».

## Застройка
Улица пролегает в северо-западном направлении, конец улицы (после примыкания), сделав поворот — также в северо-западном направлении с более северным уклоном — параллельно Ремесленной улице. В конце улицы имеется проезд в направлении улицы Попудренко с домами №№ 38, 40, 42.
Парная и непарная стороны улицы заняты усадебной застройкой, на участке между улицами Магистратская и Коцюбинского присутствует многоэтажная (5-этажные дома, 8-этажный и 9-этажный дома) жилая застройка. 
Учреждения:
1. дом № 4 — Черниговский районный суд
2. дом № 6 — Управление ДФС в Черниговской области — Центр обслуживания плательщиков налогов
3. дом № 10 — Черниговское областное объединение Всеукраинского общества «Просвита» имени Тараса Шевченка

|                                                          |                                   |                                                              |                                                                                    |
| Памятник архитектуры Усадебный дом (дом Г. К. Остапенко) | Конец улицы все исторические дома | Средняя часть улицы слева исторический усадебный дом № 21/17 | Начало улицы исторические дома: слева 2-этажные №№ 4, 6 и справа усадебные №№ 3, 5 |

Памятники архитектуры:
1. дом № 10 — усадебный дом (дом Г. К. Остапенко) (1906) — местного значения

Есть ряд значимых и рядовых исторических зданий, что не являются памятниками архитектуры или истории: усадебные дома №№ 3, 5, 7, 21/17, 25, 29, 31/55, 32/13, 36, 38, 46, 48/53, 2-этажные дома №№ 4, 6, 34/16.